# Paranedyopus perpelxus
Paranedyopus perpelxus är en mångfotingart som beskrevs av Sergei I. Golovatch 1993. Paranedyopus perpelxus ingår i släktet Paranedyopus och familjen orangeridubbelfotingar. Inga underarter finns listade i Catalogue of Life.